# Aimé Lievens
Pour les articles homonymes, voir Lievens.
Aimé Lievens, né le 6 octobre 1911 à Thourout et mort le 19 novembre 1976 à Menin, est un coureur cycliste belge, professionnel de 1933 à 1937.

## Biographie
Aimé Lievens, avec Maurits comme second prénom, a eu neuf frères et sœurs et cinq enfants de son union avec Élodie Bruneel, officialisée le 10 mai 1938 à Gits

### Généalogie familiale
- Alphonse Alois Lievens (1877-1945), boulanger, marié à Marie Debeausaert (1882-1941), dentellière 
  - Aimé Maurits Lievens (1911-1976), cycliste professionnel et boucher, marié à Élodie Bruneel (1915-2002)
    - Rosa Maria Rachel Lievens (1940-)
    - Maria Rosa Lievens (1942-)
    - Georgetta Nelly Lievens (1944-)
    - Monika Frieda Lievens (1945-)
    - Roger Maurits Lievens (1946-)

## Palmarès
- 1932
  - 2e du Circuit du Pas-de-Calais[2]
- 1933
  - Roubaix-Cassel-Roubaix
  - Tourcoing-Dunkerque-Tourcoing
  - 3e du Tour des Flandres des indépendants[3]
- 1934
  - Bruxelles-Verviers
  - 8e de Paris-Bruxelles[4]
- 1935
  - Paris-Hénin Liétard
  - 2e de Paris-Dunkerque
  - 2e de la Wingene Koers
- 1936
  - 2e du Circuit du Port de Dunkerque
- 1937
  - 3e de la Wingene Koers
  - 5e de Paris-Roubaix

## Résultats sur le Tour de Belgique
- 24e au Tour de Belgique de 1935 : 3e à la 5e étape, Ostende-Anvers : 237 km[5], et se place 4e au classement général[6].